# گرانیتویل (کارولینای جنوبی)
گرانیتویل(به انگلیسی: Graniteville) شهری در ایالت کارولینای جنوبی کشور ایالات متحده آمریکا است که جمعیت آن در سرشماری سال ۲۰۱۰ میلادی، ۲٬۶۱۴ نفر بوده‌است.